# Life (film 2015)
Life è un film del 2015 diretto da Anton Corbijn.
Il film racconta l'amicizia tra il fotografo di Life Dennis Stock e l'attore hollywoodiano James Dean, interpretati da Robert Pattinson e Dane DeHaan.

## Trama
Dennis Stock è un ambizioso fotografo dell'agenzia Magnum e sogna di pubblicare sulla rivista Life, ma nel frattempo si guadagna da vivere paparazzando le star. Il suo lavoro lo divide tra New York, dove vivono l'ex moglie e il figlio, e Los Angeles, ed è proprio qui che nel 1955 ad una festa di Nicholas Ray incontra l'astro nascente del cinema James Dean, reduce dalle riprese del film La valle dell'Eden. Il loro incontro segna una svolta per le rispettive carriere artistiche, il giovane fotografo viene colpito a tal punto dall'atteggiamento malinconico e ribelle del ragazzo che identifica in lui il modello perfetto con il quale descrivere la gioventù americana, stretta dal perbenismo degli anni 50 e protagonista di una rivoluzione sociale e culturale.
Stock propone immediatamente alla sua agenzia un servizio fotografico su James Dean. La macchina fotografica immortala così scene di vita quotidiana tra New York e Los Angeles, cogliendo tutto il tormento, l'irrequietezza e la fragilità della star del cinema. Il servizio fotografico terminerà nella piccolissima cittadina di Marion, nell'Indiana, dove Stock riesce a fotografare un lato completamente diverso dell'amico, nella fattoria degli zii dove ha trascorso maggior parte dell'infanzia, tra i campi, sul trattore e circondato da amore. Dean viene però riportato bruscamente alla realtà dalla telefonata di Jack L. Warner, produttore della Warner Bros., obbligandolo a tornare a New York in occasione della première de La valle dell'Eden.

## Produzione
Il budget del film è stato tra i 10 ed i 15 milioni di dollari.

## Distribuzione
Il film è stato presentato il 9 febbraio 2015 al Festival internazionale del cinema di Berlino. In Italia è stato distribuito a partire dall'8 ottobre 2015.